# Spey River (Southland)
Der Spey River ist ein Fluss in Neuseeland, der in den Fiordland Ranges entspringt und dessen Wasser letztlich zur Südküste der Südinsel fließt.

## Geographie
Der Fluss entspringt südöstlich des 1380 m hohen Mount Horatio und knickt bald in nordöstliche Fließrichtung ab, welche er bis zur Mündung in den West Arm des Lake Manapouri beibehält. Er nimmt unterwegs das Wasser zahlreicher Bäche auf, darunter auch den Abfluss der Cleve Garth Falls mit einer Fallhöhe von 365 m.

## Geschichte
Die Māori nennen den Fluss Kāhuikākāpō. James McKerrow gab dem Fluss den Namen Spey River nach einem Fluss in Schottland.

## Infrastruktur
Entlang des unteren Flusslaufs verläuft die Wilmot Pass Road, die vom See über den Wilmot Pass zum Doubtful Sound/Patea führt. Bis wenige Kilometer zur Quelle hinauf verläuft der Dusky Track, der von dort über das Tal des Seaforth River zum Tamatea / Dusky Sound führt, der mit dem Auto nicht erreichbar ist.